# Vendor Relationship Management
Vendor Relationship Management (kurz: VRM) bezeichnet eine Geschäftspraxis, die es Kunden mittels geeigneter Software-Applikationen ermöglicht, ihre Beziehungen zu Firmen einerseits unabhängiger zu gestalten und andererseits den Beziehungsaufbau zu erleichtern. Jene Software-Applikationen können auch für Beziehungsmanagement zu anderen, nicht kommerziellen Institutionen und Organisationen genutzt werden.
Der Begriff tauchte erstmals im Mai 2000 im Magazin ComputerWorld auf, wenngleich im Kontext des Lieferantenbeziehungsmanagement. Der Begriff wurde im hier dargestellten Sinne erstmals von Mike Vizard in einem Podcast am 1. September 2000 während einer Unterhaltung mit Doc Searls genutzt, die ein kürzlich von Searls initiiertes Projekt am Berkman Center for Internet & Society der Harvard University thematisierte. Vizard interpretierte VRM als Gegenstück zur Unternehmenspraxis des Kundenbeziehungsmanagement. Searls’ Projekt wurde dann ab unter dem Namen ProjektVRM weitergeführt und koordiniert seitdem die Entwicklung von VRM-basierten Applikationen und Diensten.
VRM-basierte Applikationen bieten Kunden die Möglichkeit ihre Daten aus Beziehungen zu Unternehmen und anderen Organisationen ganzheitlich und auf Basis ihrer eigenen Bedingungen zu verwalten und zu gestalten. Sie konterkarieren dadurch die Intention von CRM, eine dominante Rolle beim Management von Beziehungen zu Kunden einzunehmen. Mit Hilfe von VRM werden Kunden somit von passiven Teilnehmern zu aktiven Teilhabern am Prozess des Beziehungsmanagements.
Laut Beschreibung des ProjectVRM am Berkman Center besagt die grundlegende Theorie hinter VRM, dass viele marktbezogene Probleme (inklusive der als Lock-in-Effekt weit verbreiteten Annahme des gebundenen Kunden als Idealzustand) nur von Kundenseite aus gelöst werden können, indem der Kunde zu einem vollends befähigten Marktteilnehmer wird anstatt, wie in vielen Fällen, anhängig von der Beziehung mit Unternehmen zu sein, welche ausschließlich auf den Geschäftsbedingungen der Unternehmen basiert.
Laut Searls verfolgen VRM Applikationen folgende Zwecke:
1. Sie stellen Werkzeuge, dar mittels derer Individuen ihre Beziehungen zu Organisationen managen können
2. Sie machen Individuen zu Sammelstellen ihrer eigenen Daten
3. Sie geben Individuen die Möglichkeit zum selektiven Teilen ihrer Daten
4. Sie verschaffen Individuen Kontrolle über die Verwendung ihrer Daten durch Dritte
5. Sie geben Individuen die Möglichkeit ihre eigenen Geschäftsbedingungen zu erklären
6. Sie leisten Individuen Hilfestellung bei der Artikulation von Nachfragen in einem offenen Marktumfeld
7. Sie erstellen Applikationen auf Basis offener Standards, offener APIs und offener Quellcodes

Aus Unternehmenssicht können durch VRM im Direktmarketing neue Möglichkeiten zur sillvollen Interaktion mit Kunden entstehen und somit Potentiale in den Bereichen der operativen Effizienz, Kundenakquise, Kundenentwicklung, Kundenbindung und der Produkt- bzw. Serviceoptimierung freigesetzt werden.
Das CRM Magazin widmete VRM einen Großteil seiner Mai-Ausgabe in 2010. Im Jahr 2012 brachte das ProjektVRM mit Customer Commons eine non-profit Organisation hervor, die sich der Unterstützung der VRM-Prinzipien verschrieben hat. Das Ziel von Customer Commons ist es, Individuen in ihrem Umgang mit anderen Unternehmen und Organisationen durch Forschung, Unterstützung und Gestaltung von VRM-basierte Applikationen zu unterstützen. Doc Searls ist einer der Gründer von Customer Commons und Mitglied des Vorstands.